# Brinje (gmina Dol pri Ljubljani)
Brinje – wieś w Słowenii, w gminie Dol pri Ljubljani. W 2018 roku liczyła 172 mieszkańców.